# Can Peixets
Can Peixets és un monument del municipi de Valls (Alt Camp) protegit com a bé cultural d'interès local. Forma part del conjunt de les Masies dels Boscos.

## Descripció
Conjunt aïllat d'edificis, el més gran de la zona dels Boscos. Presenta una estructura complexa, amb un bloc principal i altres dependències annexes. El primer format per una porta d'accés coberta amb un porxe i sostingut per 10 columnes, a la part superior del qual hi ha una terrassa amb balustrada i una tribuna amb voladís de fusta i acabament enterrat.
Als costats de la porta hi ha 4 finestres a la dreta i 3 a l'esquerra, obertures que es repeteixen al primer pis. Al centre del terrat hi ha un cos elevat acabat en timpà i coronat amb una palmeta. Tot l'edifici està decorat amb elements clàssics. Els edificis annexos mantenen les mateixes característiques tipològiques, però amb decoració més simplificada. L'obra és de pedra i maó arrebossat i pintat de color rosat.

## Història
La construcció és part del conjunt residencial del Bosc de Valls, format per extenses finques on es començà a edificar bàsicament a partir de 1840, un cop acabada la primera guerra carlina. La propietat està documentada com a masia productora vinícola l'any 1863. En temps de la Primera República esdevingué centre de reunió informal de personalitats vinculades al govern central, causa probable de les modificacions i ampliacions realitzades (sala de jocs, piscina, teatre...)